# ライン＝マイン地方
| ライン＝マイン地方 フランクフルト/ライン＝マイン大都市圏                          | ライン＝マイン地方 フランクフルト/ライン＝マイン大都市圏                                                 |
| --------------------------------------------------------------------------------- | --- |
| 商工会の定義に基づくライン＝マイン地方の都市・郡地図 (オレンジ色は郡独立市を示す) | |
| 州:                                                                               | ヘッセン州, ラインラント＝プファルツ州, バイエルン州                                                     |
| 行政管区/地域:                                                                    | ダルムシュタット行政管区, ギーセン行政管区, カッセル行政管区, ラインヘッセン, ウンターフランケン行政管区 |
| 面積:                                                                             | 14,755 km2                                                                                               |
| 人口:                                                                             | 5,683,215 (2015年12月31日)                                                                               |
| 人口密度:                                                                         | 376 人/km2                                                                                               |
| 南北の幅:                                                                         | 156 km                                                                                                   |
| 東西の幅:                                                                         | 168 km                                                                                                   |
| 座標:                                                                             | 北緯49° 23′ – 50° 50′ 東経7° 44′ – 10° 05′                                                               |
| 所属する郡および郡独立市:                                                         | 18 郡、7 郡独立市                                                                                        |
| 失業率:                                                                           | 5 % |

ドイツの大都市圏。黄色がフランクフルト/ライン＝マイン大都市圏

ライン＝マイン地方（ドイツ語: Rhein-Main-Gebiet）またはフランクフルト/ライン＝マイン大都市圏（ドイツ語:  Metropolregion Frankfurt/Rhein-Main）は、国土整備閣僚会議により定義されたドイツの欧州大都市圏の1つである。ライン川とマイン川の2つの川にちなんで命名された。ヘッセン州南部に位置しており、さらに隣接するラインラント＝プファルツ州（ラインヘッセン）やバイエルン州（ウンターフランケン）の一部を含む。この大都市圏の中核をなすのがフランクフルト/ライン＝マイン中心地域（ドイツ語: Ballungsraum Frankfurt/Rhein-Main）である。大都市圏の人口 550万人のうち、220万人をフランクフルト/ライン＝マイン中心地域が占めている。

## 中核都市
この地方は、複数の中心を持つ人口密集地域を形成している。その経済的・政治的重要都市としては、フランクフルト・アム・マイン、ヴィースバーデン、マインツ、ダルムシュタットである。機能上、あるいは地理的な中心地はフランクフルト・アム・マインである。
これ以外のこの地方の中心都市には、リュッセルスハイム・アム・マイン、バート・ホムブルク・フォア・デア・ヘーエ、オッフェンバッハ・アム・マイン、ハーナウ、アシャッフェンブルク、ギーセン、リムブルク・アン・デア・ラーン、フルダがある。

## 領域

### フランクフルト/ライン＝マイン大都市圏
IHK-フォーラム・ライン＝マインに加盟する商工会は全経済分野を包含している。この組織がカバーする以下の広範な領域がフランクフルト/ライン＝マイン大都市圏に相当する。
| 都市                             | 人口1     | 面積 （km2） | 人口密度 （人/km2） | 州                         |
| -------------------------------- | --------- | ------------ | ------------------- | -------------------------- |
| フランクフルト・アム・マイン     | 775,790   | 248.31       | 3,124.28            | ヘッセン州                 |
| オッフェンバッハ・アム・マイン   | 135,490   | 44.89        | 3,018.27            | ヘッセン州                 |
| ヴィースバーデン                 | 285,522   | 203.93       | 3,804.2             | ヘッセン州                 |
| マインツ                         | 222,889   | 97.74        | 2,280.43            | ラインラント＝プファルツ州 |
| ヴォルムス                       | 85,609    | 108.73       | 787.35              | ラインラント＝プファルツ州 |
| ダルムシュタット                 | 164,792   | 122.09       | 1,349.76            | ヘッセン州                 |
| アシャッフェンブルク             | 72,918    | 62.47        | 1,167.25            | バイエルン州               |
| マイン＝タウヌス郡               | 243,307   | 222.39       | 1,094.06            | ヘッセン州                 |
| ホーホタウヌス郡                 | 241,449   | 482.02       | 500.91              | ヘッセン州                 |
| ヴェッテラウ郡                   | 318,559   | 1,100.69     | 289.42              | ヘッセン州                 |
| マイン＝キンツィヒ郡             | 434,002   | 1,397.55     | 310.54              | ヘッセン州                 |
| オッフェンバッハ郡               | 364,457   | 356.30       | 1,022.89            | ヘッセン州                 |
| グロース＝ゲーラウ郡             | 281,712   | 453.04       | 621.83              | ヘッセン州                 |
| アシャッフェンブルク郡           | 177,056   | 699.15       | 253.24              | バイエルン州               |
| ミルテンベルク郡                 | 130,363   | 715.86       | 182.11              | バイエルン州               |
| ダルムシュタット＝ディーブルク郡 | 301,827   | 658.65       | 458.25              | ヘッセン州                 |
| オーデンヴァルト郡               | 97,182    | 623.98       | 155.75              | ヘッセン州                 |
| ベルクシュトラーセ郡             | 276,295   | 719.52       | 384                 | ヘッセン州                 |
| アルツァイ＝ヴォルムス郡         | 133,430   | 588.15       | 226.86              | ラインラント＝プファルツ州 |
| マインツ＝ビンゲン郡             | 215,286   | 605.77       | 355.39              | ラインラント＝プファルツ州 |
| ラインガウ＝タウヌス郡           | 189,918   | 811.48       | 234.04              | ヘッセン州                 |
| リムブルク＝ヴァイルブルク郡     | 175,690   | 738.48       | 237.91              | ヘッセン州                 |
| ギーセン郡                       | 280,268   | 854.67       | 327.93              | ヘッセン州                 |
| フォーゲルスベルク郡             | 106,792   | 1,458.99     | 73.2                | ヘッセン州                 |
| フルダ郡                         | 228,713   | 1,380.4      | 165.69              | ヘッセン州                 |
| 合計                             | 5,939,316 | 14,845.25    | 400.08              |                            |

1. ヘッセン州: 2023年12月31日現在、ラインラント＝プファルツ州: 2023年12月31日現在、バイエルン州: 2023年12月31日現在
ラーン＝ディル郡はここに含まれていない。その郡域はフランクフルト/ライン＝マイン大都市圏には含まれないが、歴史的にはライン＝マイン地方に属している。
ベルクシュトラーセ郡とヴォルムス市は、隣のライン＝ネッカー大都市圏と交差する領域にあたる。

### 通勤・通学動態
「ライン＝マイン研究」の学問分野（1925年から2005年までフランクフルト大学の地理研究所に研究室があった）では、通勤・通学動態の類似性に基づき、この地方の領域を定めた。この地方の中心都市をヘッセン州のフランクフルト、ヴィースバーデン、オッフェンバッハ、ダルムシュタット、ハーナウ、バイエルン州のアシャッフェンブルク、ラインラント＝プファルツ州のマインツとし、これらの都市への通勤・通学動態を研究したのである。この定義によれば、この地方は、人口約490万人、面積約11,000 km2 で、ダルムシュタット行政管区、リムブルク＝ヴァイルブルク郡（ギーセン行政管区）、バイエルン州のアシャッフェンブルク郡およびミルテンベルク郡、ラインラント＝プファルツ州のマインツ＝ビンゲン郡、ヴォルムス市、アルツァイ＝ヴォルムス郡が含まれる。IHK-フォーラムを北のIHK-ギーセン＝フリートベルク領域にまで広げることは、これらに属す郡からは上記の中心都市への動態がわずかであることから、研究者の立場からは意味が薄い。

### ファンクショナル・アーバン・エリア
欧州連合の統計部門であるユーロスタットは、都市エリア（ファンクショナル・アーバン・エリア、2013年まではラージャー・アーバン・ゾーンと呼ばれていた）の統一的な概念として転用可能である。都市領域 DF005C フランクフルト・アム・マインは統計調査のための監査に用いられている。その定義によれば都市領域フランクフルトには以下の自治体が含まれる:
- フランクフルト・アム・マイン市
- オッフェンバッハ・アム・マイン市
- マイン＝タウヌス郡
- ホーホタウヌス郡
- ヴェッテラウ郡
- マイン＝キンツィヒ郡
- オッフェンバッハ郡
- グロース＝ゲーラウ郡

この領域に含まれるのは、面積 4,305 km2、人口2,606,836人（2015年現在）である。
人口 457,233人の都市領域 CE020C ヴィースバーデン、439,845人のDE025C ダルムシュタット、411,505人の DE037C マインツも大都市圏に含まれる。

### フランクフルトラインマイン地域連合
ヘッセン州議会が2011年3月11日に制定した「フランクフルト/ライン＝マイン大都市圏に関する法律」は、狭義のフランクフルト・アム・マイン中心地域を以下のように定義している:
- 郡独立市フランクフルト・アム・マインおよびオッフェンバッハ・アム・マイン
- ホーホタウヌス郡、マイン＝タウヌス郡、オッフェンバッハ郡の全市町村
- マイン＝キンツィヒ郡のブルフケーベル、エルレンゼー、ハーナウ、ランゲンゼルボルト、マインタール、ニッデラウ、グロースクロッツェンブルク、ハンマースバッハ、ノイベルク、ニーダードルフェルデン、ローデンバッハ、ロネブルク、シェーネック (ヘッセン)
- ヴェッテラウ郡のバート・ナウハイム、バート・フィルベル、ブッツバッハ、フロールシュタット、フリートベルク (ヘッセン)、カルベン、ミュンツェンベルク、ニッダタール、ライヒェルスハイム (ヴェッテラウ)、ロスバッハ・フォア・デア・ヘーエ、オーバー＝メルレン、ロッケンベルク、ヴェルファースハイム、ヴェルシュタット
- グロース＝ゲーラウ郡のギンスハイム＝グスタフスブルク、グロース＝ゲーラウ、ケルスターバッハ、メルフェルデン＝ヴァルドルフ、ラウンハイム、リュッセルスハイム・アム・マイン、ビショフスハイム、ナウハイム

この地域は、人口約 220万人、面積 2,500 km2 である。

### ライン＝マインSバーン
中心地域は、Sバーン網にほぼ該当している。Sバーン網は、西はヴィースバーデンおよびマインツ、東はアシャッフェンブルク、北はフリートベルクおよびバート・ナウハイム、南はダルムシュタットにおよぶ。この地域は人口 340万人、面積 5,500 km2 である。

### ライン＝マイン交通同盟
ライン＝マイン地方の市場範囲は極めて広い。1日あたり約35万人の通勤・通学客がフランクフルト地域に通っており、人によっては職場から住居まで 100 km 以上離れていることもある。通勤・通学客の範囲はオーデンヴァルト全域、南プファルツ、レーン山地、タウヌス山地、ヴェストヴァルト、マールブルク/ギーセン/ヴェッツラー地域、クアプファルツを含む。このため、ライン＝マイン交通同盟は、ドイツで3番目に大きな交通同盟である。
フランクフルト/ライン＝マイン大都市圏には、人口3万人以上（2011年12月31日現在）の都市としては以下の都市が含まれる。BAFRM はフランクフルト/ライン＝マイン地域連合、RGSTARK はシュタルケンブルク地域連合への帰属を示す。
| 都市                                     | 人口（人） | 州                         | BAFRM | RGSTARK |
| ---------------------------------------- | ---------- | -------------------------- | ----- | ------- |
| フランクフルト・アム・マイン             | 775,790    | ヘッセン州                 | ○     | ×       |
| ヴィースバーデン                         | 285,522    | ヘッセン州                 | ×     | ×       |
| マインツ                                 | 222,889    | ラインラント＝プファルツ州 | ×     | ×       |
| ダルムシュタット                         | 164,792    | ヘッセン州                 | ×     | ○       |
| オッフェンバッハ・アム・マイン           | 135,490    | ヘッセン州                 | ○     | ×       |
| ハーナウ                                 | 103,184    | ヘッセン州                 | ○     | ×       |
| ヴォルムス                               | 85,609     | ラインラント＝プファルツ州 | ×     | ×       |
| ギーセン                                 | 94,996     | ヘッセン州                 | ×     | ×       |
| アシャッフェンブルク                     | 72,918     | バイエルン州               | ×     | ×       |
| フルダ                                   | 70,366     | ヘッセン州                 | ×     | ×       |
| リュッセルスハイム・アム・マイン         | 67,656     | ヘッセン州                 | ○     | ×       |
| バート・ホムブルク・フォア・デア・ヘーエ | 55,995     | ヘッセン州                 | ○     | ×       |
| オーバーウルゼル                         | 47,241     | ヘッセン州                 | ○     | ×       |
| ロートガウ                               | 46,683     | ヘッセン州                 | ○     | ○       |
| ドライアイヒ                             | 42,389     | ヘッセン州                 | ○     | ○       |
| ベンスハイム                             | 41,758     | ヘッセン州                 | ×     | ○       |
| ホーフハイム・アム・タウヌス             | 40,412     | ヘッセン州                 | ○     | ×       |
| マインタール                             | 39,698     | ヘッセン州                 | ○     | ○       |
| ノイ＝イーゼンブルク                     | 39,420     | ヘッセン州                 | ○     | ○       |
| ランゲン (ヘッセン)                      | 40,009     | ヘッセン州                 | ○     | ○       |
| メルフェルデン＝ヴァルドルフ             | 35,359     | ヘッセン州                 | ○     | ○       |
| リムブルク・アン・デア・ラーン           | 36,506     | ヘッセン州                 | ×     | ×       |
| ディーツェンバッハ                       | 35,268     | ヘッセン州                 | ○     | ○       |
| フィールンハイム                         | 34,348     | ヘッセン州                 | ×     | ○       |
| バート・フィルベル                       | 36,021     | ヘッセン州                 | ○     | ×       |
| ラムペルトハイム                         | 33,053     | ヘッセン州                 | ×     | ○       |
| バート・ナウハイム                       | 33,809     | ヘッセン州                 | ○     | ×       |

## 経済

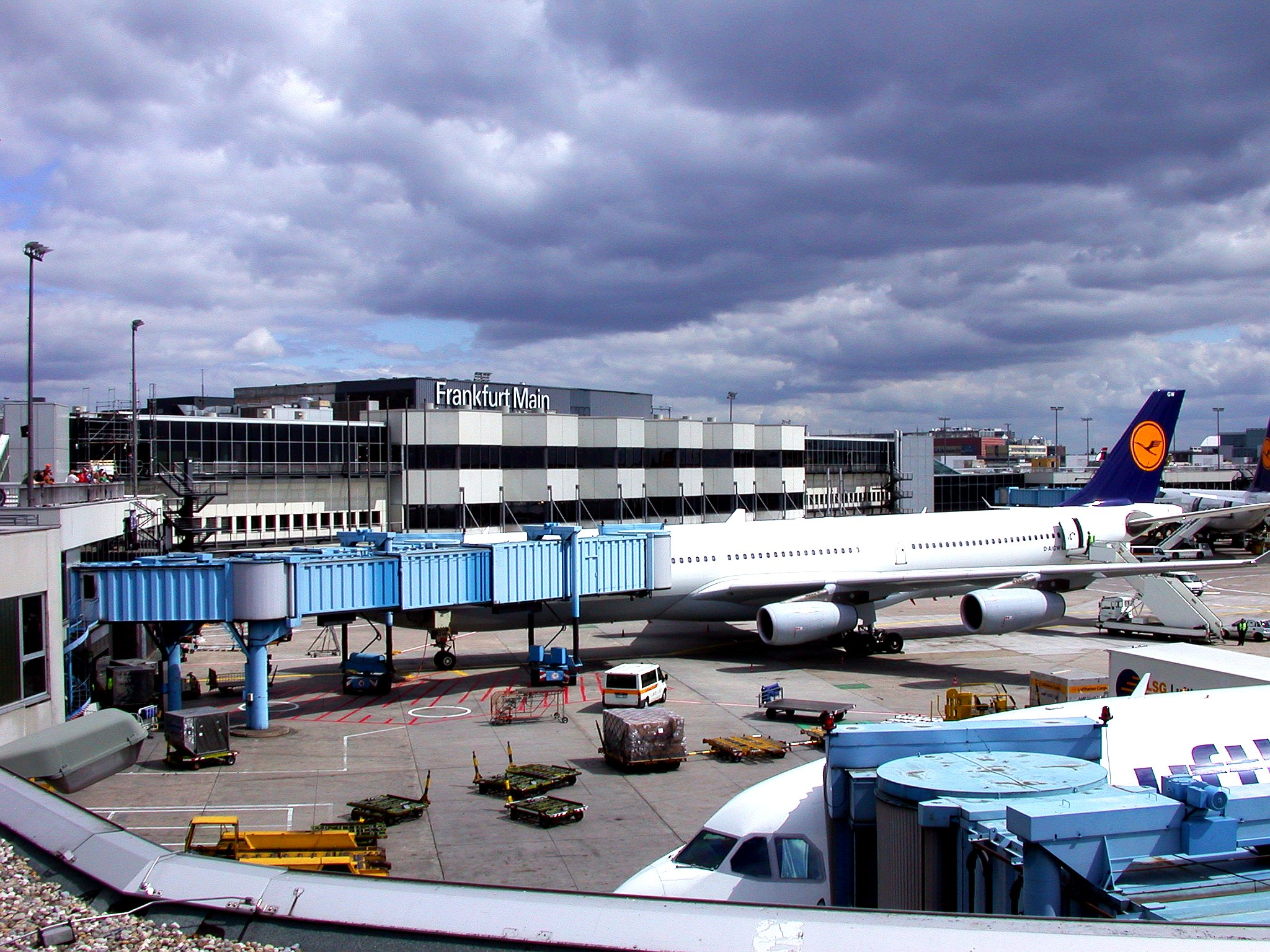
フランクフルト国際空港

南西ドイツの中央で交通の便が良い立地は、早くも19世紀中頃にこの地域の工業化をもたらした。多くの分野の企業が本社を置き、この地域の約180万人の雇用を生み出している。フランクフルト内市街には主要な銀行と投資信託会社が存在する。周辺地域にはその他のサービス業者が創設されており、ここでは自動車産業が重要な役割を担っている。その多くがヨーロッパ本社やドイツ本社を構えており、研究センターやデザインセンターも多い。建設業や不動産業も地域の粗付加価値の 18 % を占め、この地域の経済上重要な分野となっている。連邦官庁や保険会社の本社が置かれた学術都市としては、ダルムシュタットやヴィースバーデンが挙げられる。
流通業は、フランクフルト・アム・マイン空港、アウトバーン網と鉄道網の接続の良さで極めて有利な条件にある。フランクフルト・ジャンクションとフランクフルト中央駅はそれぞれヨーロッパで最も通行量の多いジャンクションと駅である。ここから数時間でミュンヘン、ハンブルク、ベネルクス諸国、パリ、スイス、オーストリア、チェコ、ポーランド、ベルリンへ行くことができる。このほかに長距離列車の重要な駅として、マインツ中央駅、フランクフルト南駅、フランクフルト空港遠距離駅がある。フランクフルト空港は世界中から直通便が到着する空港である。ライン＝マイン地方の社会資本は極めて充実していると見なされる。

## 自然環境
この地方の田園的魅力は、地方名の由来となった2つの川が造る平地とその境をなす中低山地とのコントラストから生み出される。
ウンターマイン平地（マイン川下流域）は、バーゼルからフランクフルトに至るオーバーライン盆地の北の張り出し部である。ライン川中流域は狭い、一部は峡谷状の谷を形成してライン・シーファー山地を貫いている。この2つの大きな川のほかにこの地域内ではニッダ川、キンツィヒ川、ナーエ川が、さらに地域の外側であるがすぐ北を流れるラーン川も重要である。
5つの中低山地がこの地方の境界となっている: タウヌス山地、フォーゲルスベルク山地、シュペッサルト山地、オーデンヴァルト、フンスリュック山地である。タウヌス山地の南斜面（ラインガウ）とオーデンヴァルトの西斜面（ベルクシュトラーセ）は、ドイツで最も気候が穏やかな地域である。
ラインガウ、ラインヘッセンのライン川左岸地域、ウンターフランケンのマイン川流域はワインの産地である。この地方北部のヴェッテラウにおける農業は、ドイツで最も収穫効率の高い土壌を利用している。フランクフルト周辺の人口密度が高い地域では、空いた土地は農業よりも保養地として利用される。ここでの典型的な風景は果樹園で、その収穫はほとんどがフランクフルター・アプフェルヴァイン（リンゴワイン）に利用される。

## 歴史
現在も続くこの地方の特殊性は、歴史の中で一度たりともライン＝マイン地方が一体化したことがないということである。千年以上にわたる小領邦の分立は文化的多様性をもたらしたが、その反対に協力や協調を欠いた競合的な大都市圏を形成した。

### 古代から中世
この地域はローマ時代には帝国の国境であった。マインツは、Mogontiacum という名のゲルマニア・スペリオルの主邑であり、リーメスがタウヌス山地の尾根を越え、ヴェッテラウを横切って帝国国境を護っていた。マインツ郊外には、ローマの城砦が数多くあり（ホーフハイム、ヘーヒスト、フランクフルト、クライナー・フェルトベルク、ザールブルクなど）、ローマ時代の都市ニーダ（現在のフランクフルト＝ヘッデルンハイム近郊）があった。ヴィースバーデンは当時すでに重要な温泉地 (Aquae Mattiacorum) であった。
早くも古代後期（343年）からマインツは司教座都市となり、中世初期にはフランク王国、後には神聖ローマ帝国の最重要都市の1つとなった。フランク王（メロヴィング朝、その後カロリング朝）は、フランクフルトやインゲルハイムに王宮を建設した。ロルシュ修道院は土地の寄進などによってドイツで最も力のある勢力の1つとなった。交通の便がよいことからこの地方は交易路で結ばれ、それは「王の道」(Via Regia) という重要な街道となった。
中世後期、フランクフルトがこの地方の最重要都市の座をマインツから奪った。フランクフルト、フリートベルク (ヘッセン)、ヴェッツラー、ゲルンハウゼンは自由帝国都市となった。ゲルンハウゼンはシュタウフェン朝の王宮所在地でもあった。マインツ大司教は帝国尚書長官であり、7人の選帝侯の1人であった。フランクフルトはその隆盛にために重要なメッセ都市となり、皇帝選挙が行われ、後には戴冠式も行われる都市となった。

### 19世紀

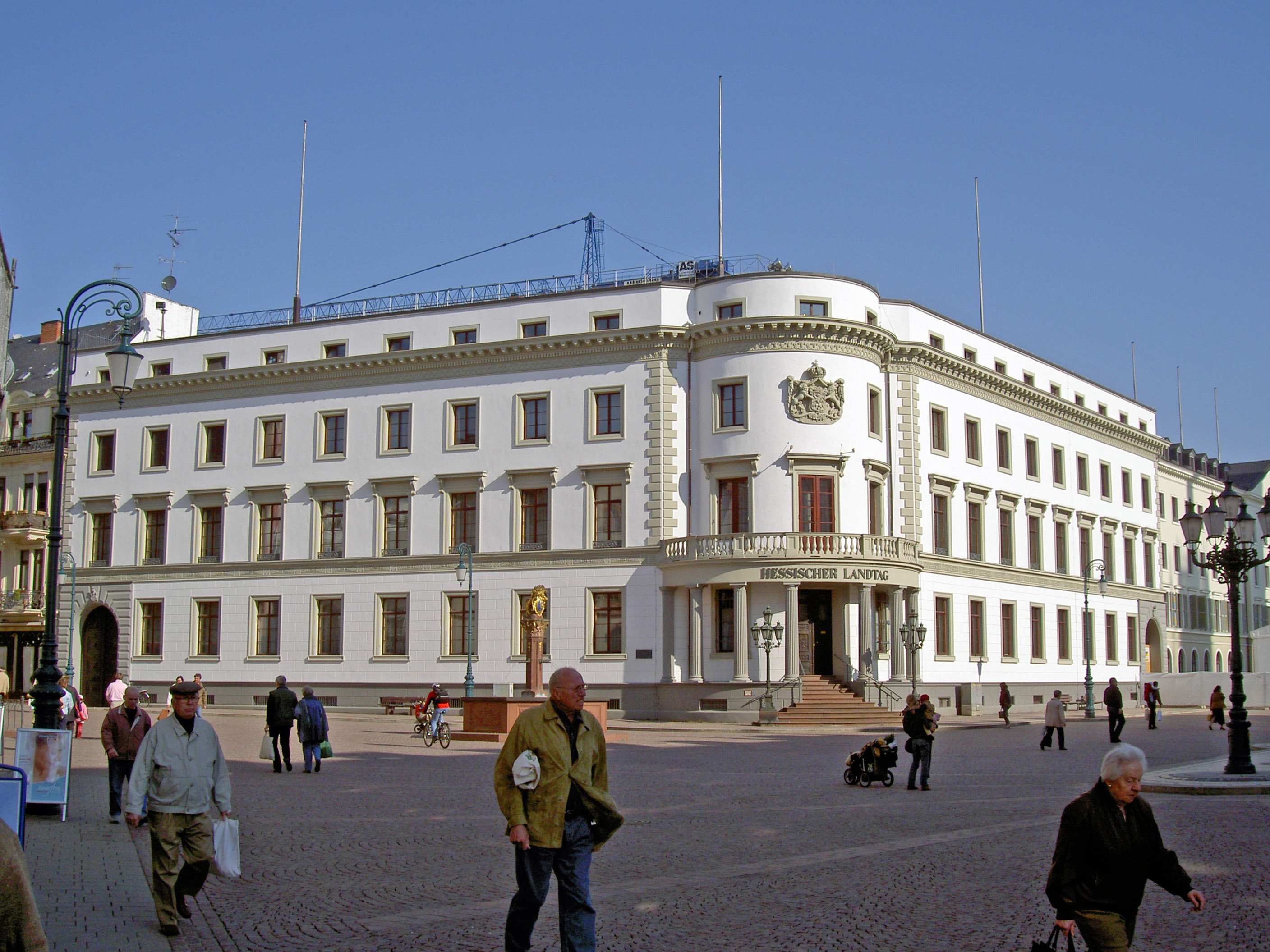
ヴィースバーデンの現在のヘッセン州議会議事堂。かつてナッサウ公の城館であった。

マインツ大司教領は、1803年に廃止されるまで、ライン＝マイン地方の西と東（アシャッフェンブルク周辺）の広大な地域を領していた。この領邦はウィーン会議の後に分割され、1816年以後は以下の領邦に属した。
- ヘッセン大公国（首都: ダルムシュタット）: シュタルケンブルク州（ダルムシュタット、オッフェンバッハ）、ラインヘッセン州（マインツ、ヴォルムス、ビンゲン）、オーバーヘッセン州（ギーセン、フリートベルク）
- プロイセン王国ライン州: ヴェッツラー市、ヴェッツラー郡、現在のラーン＝ディル郡
- ナッサウ公国（首都: ヴィースバーデン）: リムブルク、ヘーヒスト
- ヘッセン選帝侯領（首都: カッセル）: ゲルンハウゼン、ハーナウ、ベルゲン（ドイツ語版、英語版）、ボッケンハイム（ドイツ語版、英語版）
- ヘッセン＝ホムブルク方伯領: バート・ホムブルク
- バイエルン王国: アシャッフェンブルク
- 自由都市フランクフルト

1866年の普墺戦争後、ヘッセン大公国とバイエルン王国を除く上記の地域はすべてプロイセンに併合され、小領域への分割は撤廃された。一方ヘッセン大公国に属した領域では、フランクフルトの市域とそれに接するハーナウ郡が2つに分割されるなど、領域の細分化が進んだ。

### 20世紀
ライン＝マイン地方は、19世紀の末頃に地域連携に関する議論が興った事で初めてライン＝マイン地方という概念が生じ、その固有の歴史が始まった。当時は、現在も残された問題であるが、その境界が未確定であった。1920年代に、道路を拓き、機能を分散させる地域協力の最初の試みがなされた。その証が、当時のフランクフルト上級市長ルートヴィヒ・ラントマンの就任直後、1924年に発表された「ライン＝マイン・シュテッテクランツ」（ライン＝マインの都市の冠）計画である。ラントマンは、フランクフルトを含むライン＝マイン地方を南西ドイツの中心地であると考えており、いわゆる帝国改革の議論の中で、新たな州として「ラインフランケン」を成立される「フランクフルト計画」を発表した。1920年代後期にこの地域が担った重要性は、フランクフルト大学地理研究所に固有のライン＝マイン研究部門が設立されたことにも表れている。1929年に制作された「ライン＝マイン・アトラス」はドイツの地域地図として最初のものではないのだが、この地域の境界を初めて定義したものとして注目される。その領域は、北はカッセル、東はアシャッフェンブルク、西はコブレンツ、南はザールブリュッケンまでを含んでいた。
国家社会主義の時代にこの地域は短期間ではあったがガウ・ヘッセン＝ナッサウとして統合された。これが存続した期間は短かったが、ライン＝マイン地域が初めて政治的に制度化されたできごとであった。1945年、ライン地方にイギリス占領地域およびアメリカ占領地域が譲歩して成立したフランス占領地域の境界線が連合国の独断でライン川に設定された。占領政府はその後、それぞれの占領地に現在も存続している州を形成した。フランスによる新たなラインラント＝プファルツ州の形成によってヘッセンからラインヘッセンが切り離され、この地域（およびマインツ都市圏）は行政機構上分断された。

## 教会組織
バイエルン州部分、フランクフルトのベルゲン＝エンクハイム区およびマイン＝キンツィヒ郡を除き、ライン＝マイン地方はヘッセン＝ナッサウ福音主義教会に属している。マイン＝キンツィヒ郡とベルゲン＝エンクハイム区はクアヘッセン＝ヴァルデック福音主義教会に属す。アシャッフェンブルクとミルテンベルクはバイエルン福音ルター派教会に属す。
カトリック教会については、この地域は4つの司教区に分割される。マインツ司教区には旧ヘッセン＝ダルムシュタット方伯領の市町村が、リムブルク司教区には旧ナッサウ公領、フランクフルト領およびヘッセン＝ホムブルク伯領の市町村が、フルダ司教領には旧ヘッセン選帝侯領の市町村が属す。フランクフルト市はこの3つの司教区に分割される。バイエルン州のアシャッフェンブルク周辺は、ヴュルツブルク司教区に属す。